# Скопски държавен университет „Цар Борис III – Обединител“
Скопският държавен университет „Цар Борис III – Обединител“ е дванадесетото висше училище и вторият университет в България. Създаден е в град Скопие в тогавашното Царство България (днес в Северна Македония) през 1943 година и съществува до края на българското управление в Македония през септември 1944 година.

## История
Веднага след установяване на българското управление на територията на капитулиралото Кралство Югославия Министерството на народното просвещение предприема редица мерки за организиране на просветния и културен живот в новоосвободените земи. В тази връзка със започването на учебната 1941/1942 година се дава правото студенти от Македония да учат в единствения дотогава университет в царството – Софийския университет. За целта приемът в университета е увеличен, а на даровити и интелигентни студенти от Македония се отпускат стипендии.
През 1942 година се взема решение с цел улесняване на студентите от Македония да се създаде университет в Скопие. Съгласно плана университетът трябва да започне своята работа през учебната 1942/1943 година. Постановлението на Министерския съвет за откриване на Университета в Скопие е публикувано в Държавен вестник, брой 4 от 6 януари 1943 година, а приемът на студенти започва през есента на същата година. Скопският държавен университет „Цар Борис III – Обединител“ е тържествено открит на 19 декември 1943 година. Сред гостите при откриването са княз Кирил Преславски, министърът на народното просвещение проф. Борис Йоцов, първият ректор на Софийския университет акад. Александър Теодоров-Балан и председателят на Македонския научен институт проф. Никола Стоянов.
За ректор на университета е избран професорът по философия от Софийския университет Атанас Илиев. Заявленията за постъпване от кандидати, които са подадени в определения срок и отговарят на условията, определени от правилника, са 130, като 40% от приетите са от вътрешността на България, а останалите са от новоосвободените земи, включително 20 кандидати от Скопие. Голяма част от жителите на Скопие по онова време са евакуирани поради заплаха от въздушно нападение. Поради тази причина ректорът предлага лекциите да започнат само с водосвет и кратка реч, а тържественото откриване да се отложи за по-късно, когато положението на града се нормализира.
Като начало е открит историко-филилогически факултет, който има 8 катедри и три специалности. Трите специалности са: славянска филология, история и география. Според някои сведения в университета функционира и философски факултет, но вероятно се касае за действащия до 1941 година философски факултет на Белградския университет. Новооткрития Скопски университет разполага с голяма тържествена зала, 21 големи стаи за аудитории, 10 стаи за кабинети и други по-незначителни стаи и пристройки, които да покрият нуждите на университета. Дотогава в същата сграда е била поместена търговската гимназия в града.
Университетът преустановява дейността си през септември 1944 година при оттеглянето на българската администрация от региона.

## Преподаватели

### Ректор
- проф. Атанас Илиев (1893 – 1985), редовен доцент по философия[10]

### Доценти
- акад. Емил Георгиев (1910 – 1982), редовен доцент
- акад. д-р Георги Шоптраянов (1907 – 2001)
- проф. Игнат Пенков (1911 – 2004)
- проф. Велчо Велчев (1907 – 1991), доцент по българска литература
- проф. д-р Александър Бурмов (1911 – 1965), редовен доцент по стара история и археология в катедрата по обща история[11] (5 октомври 1943 – 15 ноември 1944)
- проф. Христо Данов (1908 – 1999)
- проф. д-р Димитър Крънджалов (1907 – 1971), доцент в катедрата по българска история[11]
- проф. Воин Божинов

## Виж също
- Скопски университет